# Tanja Tetzlaff

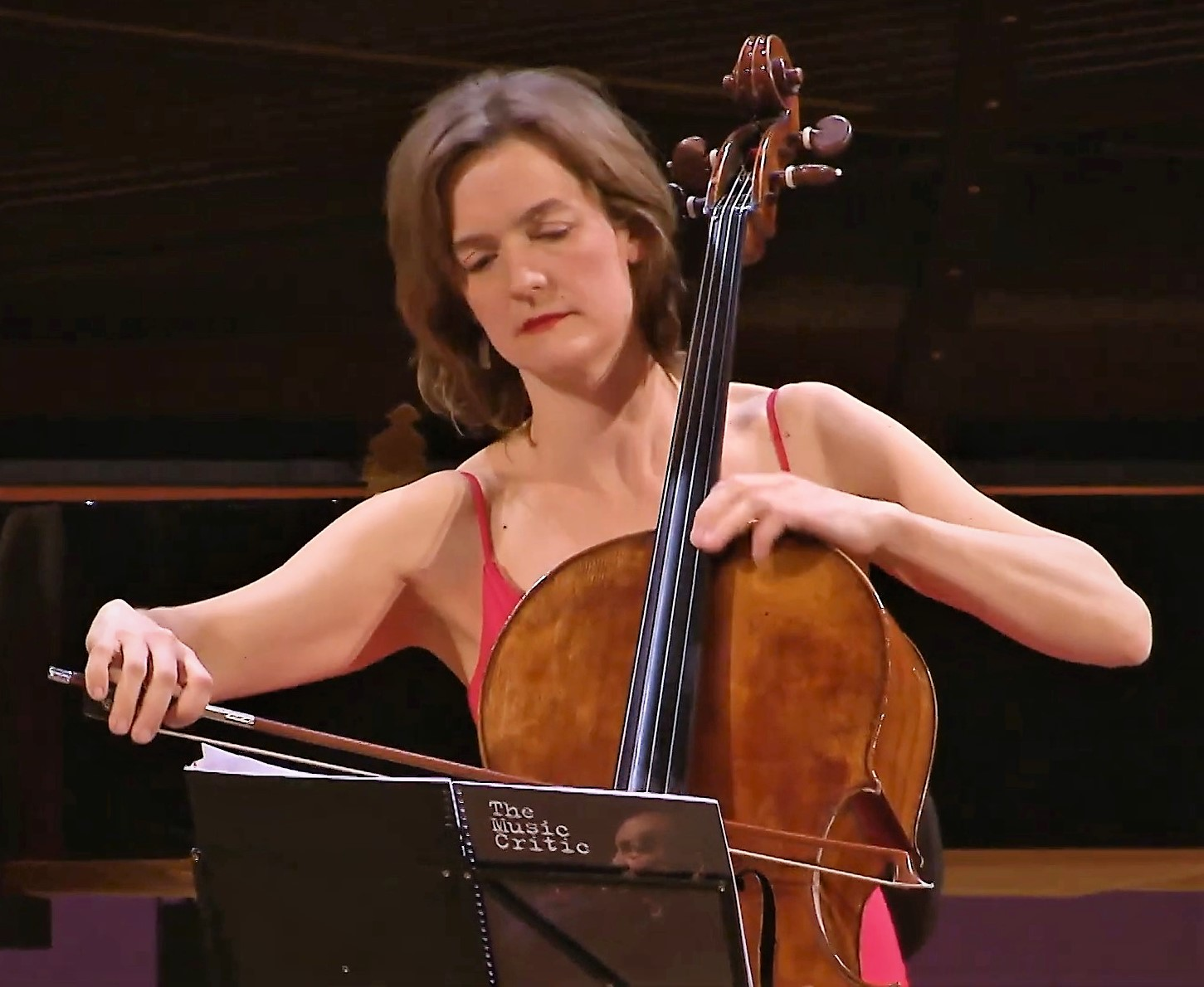
Tanja Tetzlaff (2021)

Tanja Tetzlaff (* 1973 in Hamburg) ist eine deutsche Cellistin.

## Biografie
Tanja Tetzlaff stammt aus einem Pfarrhaushalt und hat drei Geschwister.
Tetzlaff war Schülerin von Heinrich Schiff in Salzburg, bei dem sie schon mit siebzehn Jahren vorgespielt hatte, und von Bernhard Gmelin in Hamburg. 1994 erhielt sie beim ARD-Musikwettbewerb im Fach Cello den dritten Preis.
Sie ist Mitglied des Tetzlaff-Quartetts (1994 gegründet mit ihrem Bruder Christian Tetzlaff, Elisabeth Kufferath (Geige) und Hanna Weinmeister (Bratsche)).
Von 1996 bis 2006 war sie Solocellistin der Deutschen Kammerphilharmonie Bremen.
Sie trat mit zahlreichen Orchestern wie dem Tonhalle-Orchester Zürich, dem Sinfonieorchester des Bayerischen Rundfunks, dem Konzerthausorchester Berlin, dem Orchestre de Paris, dem Cincinnati Symphony Orchestra, der Royal Northern Sinfonia Orchestra, dem Scottish Chamber Orchestra, dem Sinfonieorchester Rostock, dem Philharmonia Orchestra London sowie regelmäßig auch mit ihrer Deutschen Kammerphilharmonie Bremen als Solistin auf.
Kammermusik nimmt auch einen zentralen Platz in ihrer Karriere ein, sie spielt regelmäßig mit Partnern wie Lars Vogt, Gunilla Süssmann, Leif Ove Andsnes, Alexander Lonquich, Antje Weithaas, Florian Donderer, Baiba und Lauma Skride.
Tetzlaffs Repertoire ist weit gefächert, auch mit Werken des 20. und 21. Jahrhunderts, so erschien eine CD bei NEOS mit den Cellokonzerten von Wolfgang Rihm und Ernst Toch.
Sie spielt ein Instrument von Giovanni Battista Guadagnini aus dem Jahre 1776.

## Privatleben
Sie ist mit dem Geiger und Dirigenten Florian Donderer verheiratet und lebt mit ihrer Familie in Bremen.

## Auszeichnungen
- 2011 Spellemannprisen in der Kategorie Klassische Musik gemeinsam mit Leif Ove Andsnes und Christian Tetzlaff.
- Im April 2021 wurde sie als erste Stipendiatin mit der Glenn Gould Bach Fellowship ausgezeichnet. In der zweijährigen Laufzeit verwirklichte sie das Filmprojekt „Suites4Nature“, mit dem sie Bachs Cellosonaten mit der Natur und dem Klimawandel in Verbindung bringen wollte, und das im April 2023 in Weimar Premiere hatte.[7]
- 2023 Opus Klassik in der Kategorie Innovationspreis für Nachhaltigkeit für die Suiten für eine verwundete Welt, entstanden während der 2-jährigen Glenn Gould Bach Fellowship.
- 2023 Opus Klassik in der Kategorie Kammermusikeinspielung des Jahres gemeinsam mit Lars Vogt und ihrem Bruder Christian Tetzlaff.
- 2024 ICMA-Award in der Kategorie Kammermusik gemeinsam mit Lars Vogt und ihrem Bruder Christian Tetzlaff.[8]
- 2024 Musikpreis der Stadt Duisburg

## Diskografie (Auswahl)
- Rautavaara: Works for Cello and Piano (mit Gunilla Süssman) Ondine 2019
- Brahms: The Piano Trios, (mit Christian Tetzlaff, Lars Vogt) Ondine 2015
- Mendelssohn/Berg: Tetzlaff Quartett, CAvi 2013
- Brahms: Cello Sonatas, (mit Gunilla Süssmann) CAvi 2012
- Rihm/Toch: Cello Concertos, NEOS 2011